# Croton palawanensis
Croton palawanensis là một loài thực vật có hoa trong họ Đại kích. Loài này được Merr. ex Croizat mô tả khoa học đầu tiên năm 1942.